# Llista d'asteroides/146701-146800
| Nom      | Designació provisional | Data de descobriment   | Lloc de descobriment | Descobridor/s |
| -------- | ---------------------- | ---------------------- | -------------------- | ------------- |
| 146701 - | 2001 VJ101             | 12 de novembre de 2001 | Socorro              | LINEAR        |
| 146702 - | 2001 VA109             | 12 de novembre de 2001 | Socorro              | LINEAR        |
| 146703 - | 2001 VY112             | 12 de novembre de 2001 | Socorro              | LINEAR        |
| 146704 - | 2001 VU113             | 12 de novembre de 2001 | Socorro              | LINEAR        |
| 146705 - | 2001 VM125             | 11 de novembre de 2001 | Kitt Peak            | Spacewatch    |
| 146706 - | 2001 WM6               | 17 de novembre de 2001 | Socorro              | LINEAR        |
| 146707 - | 2001 WN6               | 17 de novembre de 2001 | Socorro              | LINEAR        |
| 146708 - | 2001 WT6               | 17 de novembre de 2001 | Socorro              | LINEAR        |
| 146709 - | 2001 WV11              | 17 de novembre de 2001 | Socorro              | LINEAR        |
| 146710 - | 2001 WA13              | 17 de novembre de 2001 | Socorro              | LINEAR        |
| 146711 - | 2001 WN13              | 17 de novembre de 2001 | Socorro              | LINEAR        |
| 146712 - | 2001 WQ20              | 17 de novembre de 2001 | Socorro              | LINEAR        |
| 146713 - | 2001 WZ26              | 17 de novembre de 2001 | Socorro              | LINEAR        |
| 146714 - | 2001 WM28              | 17 de novembre de 2001 | Socorro              | LINEAR        |
| 146715 - | 2001 WV34              | 17 de novembre de 2001 | Socorro              | LINEAR        |
| 146716 - | 2001 WA51              | 19 de novembre de 2001 | Socorro              | LINEAR        |
| 146717 - | 2001 WU62              | 19 de novembre de 2001 | Socorro              | LINEAR        |
| 146718 - | 2001 WJ78              | 20 de novembre de 2001 | Socorro              | LINEAR        |
| 146719 - | 2001 WQ83              | 20 de novembre de 2001 | Socorro              | LINEAR        |
| 146720 - | 2001 WC87              | 19 de novembre de 2001 | Socorro              | LINEAR        |
| 146721 - | 2001 XF8               | 8 de desembre de 2001  | Socorro              | LINEAR        |
| 146722 - | 2001 XA9               | 9 de desembre de 2001  | Socorro              | LINEAR        |
| 146723 - | 2001 XN11              | 9 de desembre de 2001  | Socorro              | LINEAR        |
| 146724 - | 2001 XC24              | 10 de desembre de 2001 | Socorro              | LINEAR        |
| 146725 - | 2001 XG30              | 11 de desembre de 2001 | Socorro              | LINEAR        |
| 146726 - | 2001 XT33              | 7 de desembre de 2001  | Socorro              | LINEAR        |
| 146727 - | 2001 XD35              | 9 de desembre de 2001  | Socorro              | LINEAR        |
| 146728 - | 2001 XU36              | 9 de desembre de 2001  | Socorro              | LINEAR        |
| 146729 - | 2001 XW37              | 14 de desembre de 2001 | Socorro              | LINEAR        |
| 146730 - | 2001 XD45              | 9 de desembre de 2001  | Socorro              | LINEAR        |
| 146731 - | 2001 XE51              | 10 de desembre de 2001 | Socorro              | LINEAR        |
| 146732 - | 2001 XH51              | 10 de desembre de 2001 | Socorro              | LINEAR        |
| 146733 - | 2001 XE52              | 10 de desembre de 2001 | Socorro              | LINEAR        |
| 146734 - | 2001 XG55              | 10 de desembre de 2001 | Socorro              | LINEAR        |
| 146735 - | 2001 XQ63              | 10 de desembre de 2001 | Socorro              | LINEAR        |
| 146736 - | 2001 XS71              | 11 de desembre de 2001 | Socorro              | LINEAR        |
| 146737 - | 2001 XK73              | 11 de desembre de 2001 | Socorro              | LINEAR        |
| 146738 - | 2001 XL81              | 11 de desembre de 2001 | Socorro              | LINEAR        |
| 146739 - | 2001 XQ86              | 11 de desembre de 2001 | Socorro              | LINEAR        |
| 146740 - | 2001 XC89              | 10 de desembre de 2001 | Socorro              | LINEAR        |
| 146741 - | 2001 XD93              | 10 de desembre de 2001 | Socorro              | LINEAR        |
| 146742 - | 2001 XS110             | 11 de desembre de 2001 | Socorro              | LINEAR        |
| 146743 - | 2001 XX116             | 13 de desembre de 2001 | Socorro              | LINEAR        |
| 146744 - | 2001 XZ118             | 13 de desembre de 2001 | Socorro              | LINEAR        |
| 146745 - | 2001 XV129             | 14 de desembre de 2001 | Socorro              | LINEAR        |
| 146746 - | 2001 XO131             | 14 de desembre de 2001 | Socorro              | LINEAR        |
| 146747 - | 2001 XV132             | 14 de desembre de 2001 | Socorro              | LINEAR        |
| 146748 - | 2001 XB136             | 14 de desembre de 2001 | Socorro              | LINEAR        |
| 146749 - | 2001 XL136             | 14 de desembre de 2001 | Socorro              | LINEAR        |
| 146750 - | 2001 XN141             | 14 de desembre de 2001 | Socorro              | LINEAR        |
| 146751 - | 2001 XO141             | 14 de desembre de 2001 | Socorro              | LINEAR        |
| 146752 - | 2001 XU143             | 14 de desembre de 2001 | Socorro              | LINEAR        |
| 146753 - | 2001 XX145             | 14 de desembre de 2001 | Socorro              | LINEAR        |
| 146754 - | 2001 XT147             | 14 de desembre de 2001 | Socorro              | LINEAR        |
| 146755 - | 2001 XM152             | 14 de desembre de 2001 | Socorro              | LINEAR        |
| 146756 - | 2001 XP159             | 14 de desembre de 2001 | Socorro              | LINEAR        |
| 146757 - | 2001 XB163             | 14 de desembre de 2001 | Socorro              | LINEAR        |
| 146758 - | 2001 XX164             | 14 de desembre de 2001 | Socorro              | LINEAR        |
| 146759 - | 2001 XP167             | 14 de desembre de 2001 | Socorro              | LINEAR        |
| 146760 - | 2001 XZ170             | 14 de desembre de 2001 | Socorro              | LINEAR        |
| 146761 - | 2001 XH180             | 14 de desembre de 2001 | Socorro              | LINEAR        |
| 146762 - | 2001 XW184             | 14 de desembre de 2001 | Socorro              | LINEAR        |
| 146763 - | 2001 XF193             | 14 de desembre de 2001 | Socorro              | LINEAR        |
| 146764 - | 2001 XX194             | 14 de desembre de 2001 | Socorro              | LINEAR        |
| 146765 - | 2001 XE199             | 14 de desembre de 2001 | Socorro              | LINEAR        |
| 146766 - | 2001 XU201             | 14 de desembre de 2001 | Kitt Peak            | Spacewatch    |
| 146767 - | 2001 XC202             | 5 de desembre de 2001  | Haleakala            | NEAT          |
| 146768 - | 2001 XU203             | 11 de desembre de 2001 | Socorro              | LINEAR        |
| 146769 - | 2001 XX215             | 14 de desembre de 2001 | Socorro              | LINEAR        |
| 146770 - | 2001 XN217             | 14 de desembre de 2001 | Socorro              | LINEAR        |
| 146771 - | 2001 XO220             | 15 de desembre de 2001 | Socorro              | LINEAR        |
| 146772 - | 2001 XD221             | 15 de desembre de 2001 | Socorro              | LINEAR        |
| 146773 - | 2001 XO221             | 15 de desembre de 2001 | Socorro              | LINEAR        |
| 146774 - | 2001 XK224             | 15 de desembre de 2001 | Socorro              | LINEAR        |
| 146775 - | 2001 XD226             | 15 de desembre de 2001 | Socorro              | LINEAR        |
| 146776 - | 2001 XO230             | 15 de desembre de 2001 | Socorro              | LINEAR        |
| 146777 - | 2001 XT230             | 15 de desembre de 2001 | Socorro              | LINEAR        |
| 146778 - | 2001 XX231             | 15 de desembre de 2001 | Socorro              | LINEAR        |
| 146779 - | 2001 XK234             | 15 de desembre de 2001 | Socorro              | LINEAR        |
| 146780 - | 2001 XK235             | 15 de desembre de 2001 | Socorro              | LINEAR        |
| 146781 - | 2001 XM235             | 15 de desembre de 2001 | Socorro              | LINEAR        |
| 146782 - | 2001 XQ241             | 14 de desembre de 2001 | Socorro              | LINEAR        |
| 146783 - | 2001 XR241             | 14 de desembre de 2001 | Socorro              | LINEAR        |
| 146784 - | 2001 XE245             | 15 de desembre de 2001 | Socorro              | LINEAR        |
| 146785 - | 2001 XA253             | 14 de desembre de 2001 | Socorro              | LINEAR        |
| 146786 - | 2001 XF267             | 9 de desembre de 2001  | Socorro              | LINEAR        |
| 146787 - | 2001 YB9               | 17 de desembre de 2001 | Socorro              | LINEAR        |
| 146788 - | 2001 YS9               | 17 de desembre de 2001 | Socorro              | LINEAR        |
| 146789 - | 2001 YW16              | 17 de desembre de 2001 | Socorro              | LINEAR        |
| 146790 - | 2001 YZ19              | 18 de desembre de 2001 | Socorro              | LINEAR        |
| 146791 - | 2001 YA22              | 18 de desembre de 2001 | Socorro              | LINEAR        |
| 146792 - | 2001 YK24              | 18 de desembre de 2001 | Socorro              | LINEAR        |
| 146793 - | 2001 YP30              | 18 de desembre de 2001 | Socorro              | LINEAR        |
| 146794 - | 2001 YB35              | 18 de desembre de 2001 | Socorro              | LINEAR        |
| 146795 - | 2001 YY36              | 18 de desembre de 2001 | Socorro              | LINEAR        |
| 146796 - | 2001 YA42              | 18 de desembre de 2001 | Socorro              | LINEAR        |
| 146797 - | 2001 YZ42              | 18 de desembre de 2001 | Socorro              | LINEAR        |
| 146798 - | 2001 YT43              | 18 de desembre de 2001 | Socorro              | LINEAR        |
| 146799 - | 2001 YV45              | 18 de desembre de 2001 | Socorro              | LINEAR        |
| 146800 - | 2001 YW45              | 18 de desembre de 2001 | Socorro              | LINEAR        |